# Acronicta scotica
Acronicta scotica là một loài bướm đêm trong họ Noctuidae.